# Ponte Alta do Bom Jesus
Ponte Alta do Bom Jesus è un comune del Brasile nello Stato del Tocantins, parte della mesoregione Oriental do Tocantins e della microregione di Dianópolis.